# Rajorhina expansa
Rajorhina expansa, nota anche come Pararaja expansa, è un pesce cartilagineo estinto, forse appartenente ai rinopristiformi. Visse nel Cretaceo superiore (Cenomaniano, circa 95 milioni di anni fa) e i suoi resti fossili sono stati ritrovati in Libano. 

## Descrizione
Questo pesce era estremamente simile a una razza attuale, e come questa possedeva un corpo estremamente appiattito e pinne pettorali molto espanse. Solitamente Rajorhina non superava i 30 centimetri di larghezza e i 40 di lunghezza. Il disco era più largo che lungo, e la coda era più corta del disco. Nei maschi gli pterigopodi (appendici sessuali) erano lunghi quasi quanto la coda, ma erano privi delle spine tipiche delle forme attuali del genere Raja. I denti di Rajorhina erano piccoli e dotati di corone piatte. Rajorhina si distingueva dall'attuale genere Raja per gli angoli più definiti delle pinne pettorali e per il margine anteriore meno concavo. I processi prepelvici di Rajorhina non erano diretti anteriormente ma lateralmente. I raggi pettorali di Rajorhina erano interamente coperti da piccole tessere, simili alle calcificazioni dei pesci chitarra, dei pesci sega e delle torpedini, ma molto differenti da quelli presenti nelle razze vere e proprie.

## Classificazione
Rajorhina appartiene ai batoidei, il grande gruppo di pesci cartilaginei comprendenti razze, torpedini, pastinache e pesci sega. In particolare, Rajorhina è stato a lungo considerato un arcaico rappresentante dell'ordine Rajiformes e della famiglia Rajidae, attualmente rappresentata da numerose specie tra cui le comuni razze (gen. Raja), ma alcune caratteristiche hanno avvicinato Rajorhina all'ordine dei Rhinopristiformes, il grande gruppo comprendenti i pesci sega e i pesci chitarra (Marramà et al., 2019).
I primi fossili di questo animale vennero ritrovati in Libano, in terreni dell'inizio del Cretaceo superiore, e vennero descritti da Davis nel 1887 con il nome di Raja expansa. Otto Jaekel, nel 1894, attribuì questa specie a un nuovo genere, Rajorhina. Nel 1980 Henri Cappetta attribuì però R. expansa al nuovo genere Pararaja, riconoscendone differenze morfologiche sufficienti a differenziarlo dal genere Raja.

## Paleoecologia
Come le razze attuali, Rajorhina viveva nei pressi del fondale marino.